# Mohammad Yasin (homme politique)
Mohammad Yasin (né le 15 octobre 1971) est un homme politique britannique d'origine pakistanaise, membre du Parti travailliste. Il est député pour Bedford depuis 2017. Il a été membre du conseil de Bedford Brough de 2006 à 2019 et employé comme chauffeur de taxi avant son élection au Parlement.

## Jeunesse
Yasin est né le 15 octobre 1971 à Mirpur, au Pakistan . Son père est chauffeur de camion. Il obtient un baccalauréat en commerce du Degree College Mirpur. Yasin déménage à Bedford, Bedfordshire à l'âge de 21 ans. Il rapporte que son premier emploi à son arrivée est dans une usine avant de devenir chauffeur de taxi. Alors qu'il travaille à l'usine, il s'implique dans les syndicats et rejoint le Parti travailliste.
En 2006, il est élu conseiller du quartier Queen's Park du Bedford Borough Council. Yasin est réélu en 2009 et 2015. Après avoir été élu au Parlement, il continue à être conseiller de l'arrondissement de Bedford jusqu'aux élections locales de 2019, où il ne se représente pas ,,. Il s'occupait des services aux adultes au sein du conseil .

## Carrière parlementaire
Yasin est élu député de Bedford aux élections générales de 2017 avec une majorité de 789 voix (1,6%) voix . Il succède au conservateur Richard Fuller, député depuis 2010. En mars 2018, Yasin reçoit un colis suspect contenant une lettre anti-islamique et un liquide collant. La substance s'est par la suite révélée inoffensive. Des colis similaires sont reçus par les collègues députés travaillistes musulmans Rushanara Ali, Afzal Khan et Rupa Huq ,.
Yasin soutient le maintien du Royaume-Uni au sein de l'Union européenne lors du référendum de 2016. Lors des votes indicatifs du 27 mars 2019, Yasin vote pour un référendum sur un accord de retrait du Brexit, pour le modèle Norvège-plus et pour une union douanière avec l'UE.
Depuis mai 2019, Yasin siège au comité du logement, des communautés et du gouvernement local .
Lors de l'élection générale de 2019, Yasin est réélu député de Bedford en battant son plus proche challenger conservateur, Ryan Henson, par une marge de 145 voix (0,3%), faisant de Bedford le siège travailliste le plus marginal du pays .
Yasin est marié et père de quatre enfants .